# Renato Civelli
Pour les articles homonymes, voir Civelli.
Renato Civelli est un ancien footballeur italo-argentin, né le 14 octobre 1983 à Pehuajó en Argentine, qui a évolué au poste de défenseur central.
Son jeune frère Luciano, a lui aussi commencé sa carrière au CA Banfield, au poste de défenseur.

## Biographie

### Carrière en club

#### CA Banfield (2003-2006)
Renato commence sa carrière lors de la saison 2003-2004 avec l'équipe de CA Banfield, où il restera 2 saisons et demie, avant d'être repéré par l'Olympique de Marseille, où il est prêté avec option d'achat le 31 janvier 2006.

#### Olympique de Marseille (2006-2009)
Avec l'Olympique de Marseille, il joue son premier match de Ligue 1 face à Metz alors que le titulaire, Bostjan Cesar est blessé, et il est élu homme du match par les internautes de OM.net, site officiel de l'Olympique de Marseille. Quatre jours plus tard, il joue son premier match européen contre Bolton en Coupe de l'UEFA.
Lors de cette première saison avec l'OM, il participe à la Coupe de France qu'il perd en finale contre le PSG. Le 3 mai 2006, Renato marque son premier but sous le maillot phocéen face à Auxerre. Un mois après cette grosse désillusion, l'OM lève l'option d'achat et le recrute, pour une somme évaluée entre 1 et 2 millions d'euros. Titulaire indiscutable en début de saison, il redevient remplaçant à partir de l'arrivée de Julien Rodriguez en janvier 2007. Le 8 avril suivant il marque le premier doublé de sa carrière face à Lille (4-1).
Le 22 février 2009, alors qu'il n'avait plus joué depuis huit mois en match officiel, Renato remplace Julien Rodriguez blessé à la 32e minute lors de la 25e journée de Ligue 1 face au Mans au Stade Vélodrome.
Par la suite Eric Gerets lui fait confiance et il s’impose pour ne plus quitter sa place de titulaire au sein de la charnière centrale au côté de Vitorino Hilton, mettant ainsi Julien Rodriguez et Ronald Zubar sur la touche, l'un pour ses forfaits à répétition, l'autre pour ses mauvaises prestations récurrentes. Il participe à la course au titre marseillaise en marquant notamment des buts décisifs contre Nantes et Lorient. Pas suffisant toutefois, puisqu'en fin de contrat avec l'Olympique de Marseille à la fin de saison 2008-2009 et ne rentrant pas dans les plans de Didier Deschamps, il n'est pas conservé par le club.

##### Gimnasia y Esgrima La Plata (2007-2008)
Lors de la saison 2007-2008, il est prêté au club argentin du Club de Gimnasia y Esgrima La Plata où il joue 29 matchs avant de revenir à Marseille en juin 2008 avec un statut de remplaçant pour la saison 2008-2009, Eric Gerets lui préférant Ronald Zubar et Vitorino Hilton. Il subit une grosse frayeur en septembre 2008, une grosse vague le projetant contre un rocher alors qu'il était à la pêche, ce qui aurait pu lui coûter la vie.

#### San Lorenzo de Almagro (2009-2010)
Il signe un contrat de cinq ans en août 2009 avec San Lorenzo. 

#### OGC Nice (2010-2013)
Civelli, désireux de revenir en France, est prêté en janvier jusqu'à la fin de la saison à l'OGC Nice avec une option d'achat de 1,7 million d'euros. Il joue son premier match le 16 janvier 2010 contre Montpellier en étant titulaire puis marque son premier but avec l'OGC Nice le 6 mars 2010 contre Nancy, marqué de la tête à la 7e minute. 
Le 1er juillet 2010, le club azuréen lève l'option d'achat en juin. Civelli signe un contrat l'engageant avec Nice jusqu'en juin 2013. 
Sur la pelouse de Reims, lors du match comptant pour la 8e journée de championnat de Ligue 1, il dispute son 100e match officiel en rouge et noir. Nice devient le club avec lequel Civelli a disputé le plus de rencontres officielles dans toute sa carrière.

#### Bursaspor (2013-2015)
Le 15 juillet 2013, Renato Civelli signe un contrat de deux ans avec le club turc de Bursaspor.
N'ayant pas eu d'offre de prolongation, l'aventure avec le club turc s'est terminée après deux ans de collaboration.

#### LOSC Lille (2015-2017)
Libre de tout contrat, Renato Civelli choisit de poursuivre sa carrière en retournant en Ligue 1, au LOSC. Il signe un contrat d'une année plus une supplémentaire en option le 25 juin 2015, à la veille de la reprise de l'entrainement des Dogues. Il y retrouve d'ailleurs son ancien partenaire de l'OGC Nice, Éric Bauthéac, qui s'est engagé avec le club nordiste le même jour. Il joue son premier match dans le club nordiste lors de la première journée de Ligue 1 contre le Paris SG. Pour sa première saison au club, il est titulaire indiscutable et prend part à trente-six rencontres toutes compétitions confondues. La saison suivante, il marque son premier but en France depuis son retour en déplacement à l'AS Saint-Étienne lors de la 9e journée de championnat.

#### CA Banfield (2017-2020)
Il quitte Lille lors du marché des transferts hivernal 2016-2017, annonçant vouloir retourner dans son pays natal : l'Argentine. Renato Civelli est retourné dans son club formateur en janvier 2017 au CA Banfield, après une saison et demie au LOSC. 

#### CA Huracán (2020-2021)
En 2020, Renato Civelli s'engage à Huracan, alors qu'il était libre de tout contrat depuis début juillet 2020. La saison passée, l'Argentin a disputé 18 matchs de championnat avec Banfield.
Le 8 juillet 2021, Renato Civelli a décidé de prendre sa retraite. À 37 ans, le défenseur central argentin, qui évoluait depuis 2020 au Club Atlético Huracán à Buenos Aires, raccroche donc les crampons.

## Statistiques
Le tableau ci-dessous retrace la carrière de Renato Civelli depuis ses débuts :
| Saison                | Club                   | Championnat           | Championnat | Championnat | Coupe nationale | Coupe nationale | Coupe de la Ligue | Coupe de la Ligue | Compétition(s) continentale(s) | Compétition(s) continentale(s) | Compétition(s) continentale(s) | Total | Total |
| Saison                | Club                   | Division              | M.          | B.          | M.              | B.              | M.                | B.                | Comp.                          | M.                             | B.                             | M.    | B.    |
| 2003-2004             | Club Atlético Banfield | Primera división      | 14          | 0           | -               | -               | -                 | -                 | -                              | -                              | -                              | 14    | 0     |
| 2004-2005             | Club Atlético Banfield | Primera división      | 30          | 0           | -               | -               | -                 | -                 | CL                             | 5                              | 0                              | 35    | 0     |
| 2005-2006             | Club Atlético Banfield | Primera división      | 18          | 1           | -               | -               | -                 | -                 | CS                             | 4                              | 1                              | 22    | 2     |
| Sous-total            | Sous-total             | Sous-total            | 62          | 1           | 0               | 0               | 0                 | 0                 | -                              | 9                              | 1                              | 71    | 2     |
| 2005-2006             | Olympique de Marseille | Ligue 1               | 11          | 1           | 4               | 0               | -                 | -                 | C3                             | 2                              | 0                              | 17    | 1     |
| 2006-2007             | Olympique de Marseille | Ligue 1               | 21          | 3           | 1               | 0               | 1                 | 0                 | CI+C3                          | 1+4                            | 0+0                            | 28    | 3     |
| Sous-total            | Sous-total             | Sous-total            | 32          | 4           | 5               | 0               | 1                 | 0                 | -                              | 7                              | 0                              | 45    | 4     |
| 2007-2008             | Gimnasia LP (prêt)     | Primera división      | 29          | 1           | -               | -               | -                 | -                 | -                              | -                              | -                              | 29    | 1     |
| Sous-total            | Sous-total             | Sous-total            | 29          | 1           | 0               | 0               | 0                 | 0                 | -                              | 0                              | 0                              | 29    | 1     |
| 2008-2009             | Olympique de Marseille | Ligue 1               | 14          | 2           | -               | -               | -                 | -                 | C3                             | 4                              | 0                              | 18    | 2     |
| Sous-total            | Sous-total             | Sous-total            | 14          | 2           | 0               | 0               | 0                 | 0                 | -                              | 4                              | 0                              | 18    | 2     |
| 2009-2010             | San Lorenzo            | Primera división      | 11          | 1           | -               | -               | -                 | -                 | CS                             | 1                              | 0                              | 12    | 1     |
| Sous-total            | Sous-total             | Sous-total            | 11          | 1           | 0               | 0               | 0                 | 0                 | -                              | 1                              | 0                              | 12    | 1     |
| 2009-2010             | OGC Nice               | Ligue 1               | 17          | 1           | -               | -               | -                 | -                 | -                              | -                              | -                              | 17    | 1     |
| 2010-2011             | OGC Nice               | Ligue 1               | 31          | 3           | 5               | 0               | 1                 | 0                 | -                              | -                              | -                              | 37    | 3     |
| 2011-2012             | OGC Nice               | Ligue 1               | 34          | 4           | 1               | 0               | 4                 | 2                 | -                              | -                              | -                              | 39    | 6     |
| 2012-2013             | OGC Nice               | Ligue 1               | 34          | 5           | 1               | 0               | 3                 | 1                 | -                              | -                              | -                              | 38    | 6     |
| Sous-total            | Sous-total             | Sous-total            | 116         | 13          | 7               | 0               | 8                 | 3                 | -                              | 0                              | 0                              | 131   | 16    |
| 2013-2014             | Bursaspor              | Süper Lig             | 28          | 1           | 9               | 0               | -                 | -                 | C3                             | 2                              | 0                              | 39    | 1     |
| 2014-2015             | Bursaspor              | Süper Lig             | 24          | 3           | 7               | 0               | -                 | -                 | C3                             | 2                              | 0                              | 33    | 3     |
| Sous-total            | Sous-total             | Sous-total            | 52          | 4           | 16              | 0               | 0                 | 0                 | -                              | 4                              | 0                              | 72    | 4     |
| 2015-2016             | LOSC Lille             | Ligue 1               | 32          | 0           | 1               | 0               | 3                 | 0                 | -                              | -                              | -                              | 36    | 0     |
| 2016-2017             | LOSC Lille             | Ligue 1               | 13          | 1           | -               | -               | 1                 | 0                 | C3                             | 2                              | 0                              | 16    | 1     |
| Sous-total            | Sous-total             | Sous-total            | 45          | 1           | 1               | 0               | 4                 | 0                 | -                              | 2                              | 0                              | 52    | 1     |
| 2016-2017             | Club Atlético Banfield | Primera División      | 13          | 1           | -               | -               | -                 | -                 | -                              | -                              | -                              | 13    | 1     |
| 2017-2018             | Club Atlético Banfield | Primera División      | 22          | 1           | -               | -               | -                 | -                 | CL+CS                          | 4+3                            | 0+0                            | 29    | 1     |
| 2018-2019             | Club Atlético Banfield | Primera División      | 23          | 0           | 2               | 0               | 2                 | 0                 | -                              | -                              | -                              | 27    | 0     |
| 2019-2020             | Club Atlético Banfield | Primera División      | 18          | 0           | -               | -               | -                 | -                 | -                              | -                              | -                              | 18    | 0     |
| Sous-total            | Sous-total             | Sous-total            | 76          | 2           | 2               | 0               | 2                 | 0                 | -                              | 7                              | 0                              | 87    | 2     |
| 2019-2020             | CA Huracán             | Primera División      | 11          | 0           | -               | -               | -                 | -                 | -                              | -                              | -                              | 11    | 0     |
| 2020-2021             | CA Huracán             | Primera División      | 8           | 0           | -               | -               | -                 | -                 | -                              | -                              | -                              | 8     | 0     |
| Sous-total            | Sous-total             | Sous-total            | 19          | 0           | 0               | 0               | 0                 | 0                 | -                              | 0                              | 0                              | 19    | 0     |
| Total sur la carrière | Total sur la carrière  | Total sur la carrière | 456         | 29          | 31              | 0               | 15                | 3                 | -                              | 34                             | 1                              | 536   | 33    |

## Palmarès
C'est avec l'Olympique de Marseille qu'il inscrit l'intégralité de son palmarès. Il est finaliste malheureux de la coupe de France en 2006, défaite deux buts à un contre le Paris SG mais n'entre pas en jeu lors de la finale de 2007 lors de la défaite aux tirs au but contre le FC Sochaux. Il est également vice-champion de France lors de la saison 2006-2007 et lors de la saison 2008-2009.

## Style de jeu
Meneur d'hommes par sa "grinta" argentine, agressif sur le porteur du ballon, il intervient régulièrement avec des tacles glissés et sa grande taille lui permet de prendre souvent l'ascendant dans les duels et les jeux de tête. Pas toujours adroit dans ses relances et dans ses interventions, limité techniquement et pénalisé par sa lenteur sur le jeu en profondeur, il compense par un engagement de tous les instants. Offensivement, il se distingue sur phases de coups de pied arrêtés en marquant régulièrement des buts de la tête, sa force principale.

## Vie privée
En 2011, il fait l'objet d'une parodie musicale de Julien Cazarre sur la chanson "Nuit de Folie", dans l'émission After Foot sur RMC, qui atteint les 100 000 vues sur YouTube.